# Przejście graniczne Niedzica-Lysá nad Dunajcom
Przejście graniczne Niedzica-Lysá nad Dunajcom – polsko-słowackie drogowe przejście graniczne, położone w województwie małopolskim, w powiecie nowotarskim, w gminie Łapsze Niżne, w miejscowości Niedzica, zlikwidowane w 2007.

## Opis
Przejście graniczne Niedzica-Lysá nad Dunajcom z miejscem odprawy granicznej po słowackiej w miejscowości Lysá nad Dunajcom, czynne było przez całą dobę. Dopuszczony był ruch osobowy i mały ruch graniczny. Kontrolę graniczną osób, towarów i środków transportu wykonywała Graniczna Placówka Kontrolna Straży Granicznej w Niedzicy. Do przejścia granicznego po stronie słowackiej prowadziła droga nr 543.
21 grudnia 2007 na mocy układu z Schengen przejście graniczne zostało zlikwidowane.

### Przejścia graniczne z Czechosłowacją
W okresie istnienia Czechosłowackiej Republiki Socjalistycznej funkcjonowały w tym miejscu przejścia graniczne:
- Niedzica-Lysá nad Dunajcom – małego ruchu granicznego I kategorii. Zostało utworzone 13 kwietnia 1960[3]. Czynne w godz. 6.00–19.00 w okresie letnim (maj–październik) i w godz. 8.00–18.00 w okresie zimowym (listopad–kwiecień). Dopuszczony był ruch osób i środków transportu na podstawie przepustek z wszelkich względów przewidzianych w Konwencji. Kontrola celna wykonywana była przez organy celne[4]. Kontrolę graniczną osób, towarów i środków transportu wykonywała Strażnica WOP Kacwin.
- Niedzica – drogowe (lata 60. XX w.). Dopuszczony był ruch osobowy turystyczny tylko dla obywateli czechosłowackich. Czynne w godz. 6.00–19.00 w okresie letnim (maj–październik) i w godz. 8.00–18.00 w okresie zimowym (listopad–kwiecień)[5]. Kontrolę graniczną osób, towarów i środków transportu wykonywała Strażnica WOP Kacwin.
- Niedzica – drogowe, czynne całą dobę. Dopuszczony był ruch osobowy tylko dla obywateli Polskiej Rzeczypospolitej Ludowej i Czechosłowackiej Republiki Socjalistycznej – turystyczny ruch pograniczny[6] i od 28 grudnia 1985, mały ruch graniczny I kategorii[7]. Kontrolę graniczną osób, towarów i środków transportu wykonywała Graniczna Placówka Kontrolna Łysa Polana.

W II RP istniało polsko-czechosłowackie przejście graniczne Niedzica-Spisska Stara Ves (miejsce przejściowe po drogach ulicznych), na drodze celnej Niedzica (polski urząd celny Niedzica) – Spisska Stara Ves (czechosłowacki urząd celny Spisska Stara Ves). Dopuszczony był mały ruch graniczny. Przekraczanie granicy odbywało się na podstawie przepustek: jednorazowych, stałych i gospodarczych

## Galeria

Przejście graniczne Niedzica-Spisska Stara Ves
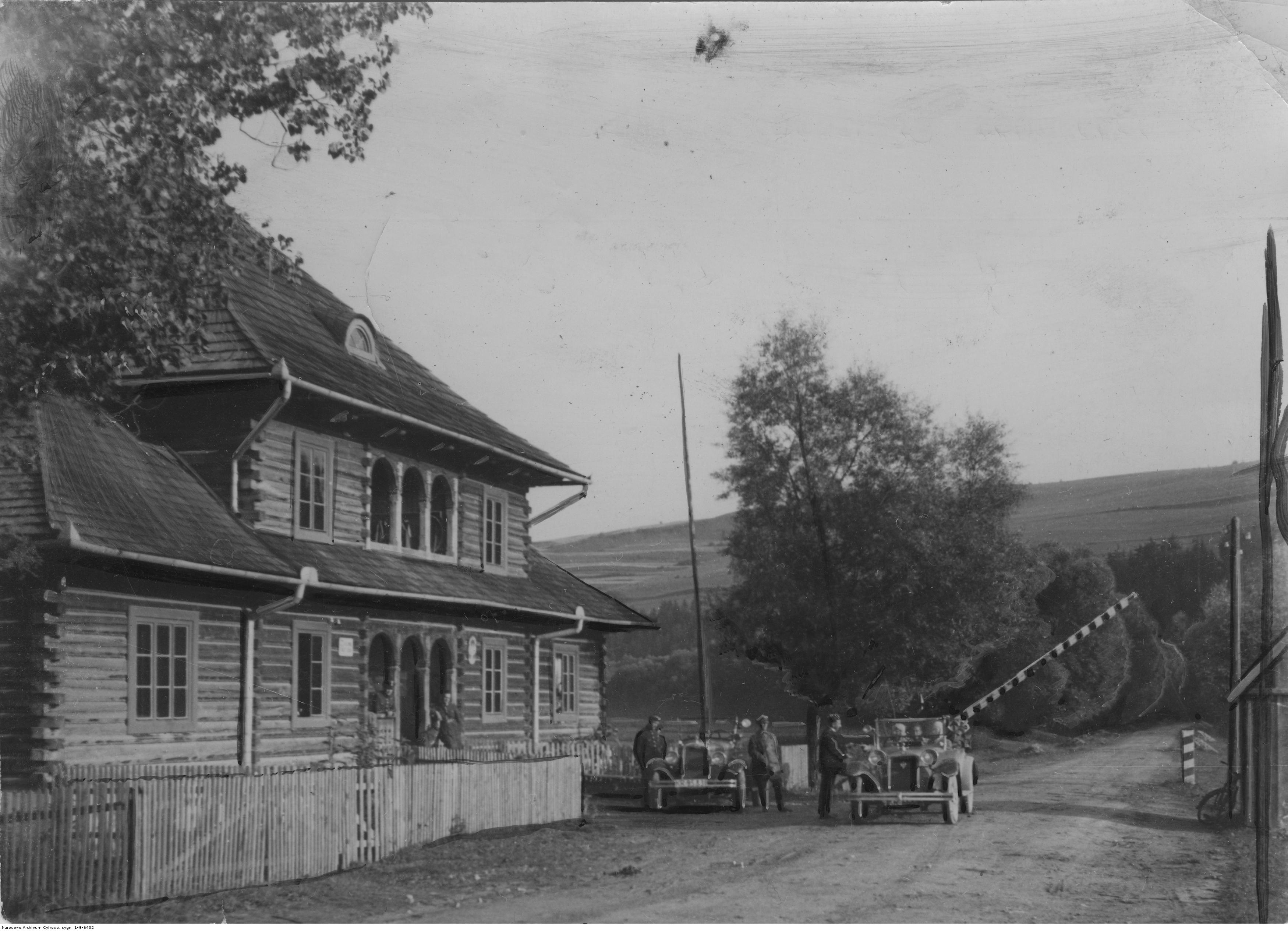
Posterunek Straży Granicznej w Niedzicy (1924–1934)
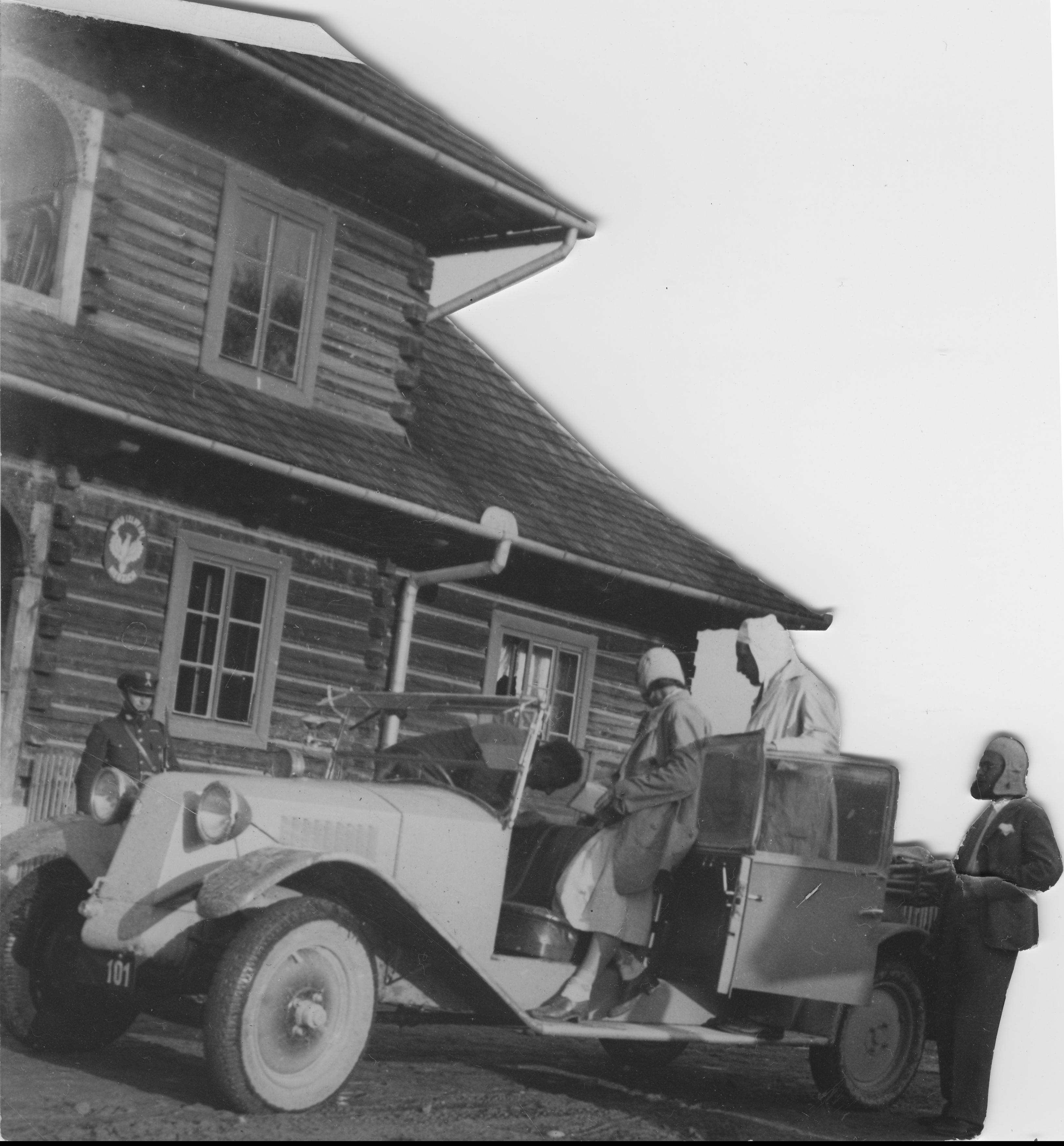
(1924–1934)